# Restless Records
Restless Records ist ein im Jahr 1986 gegründetes Plattenlabel aus El Segundo, USA, das seither hauptsächlich Bands aus den Genres Alternative Rock, Heavy Metal und Punkrock unter Vertrag nimmt und verlegt. Dort erschienen beispielsweise The Ultra-Violence und Frolic Through the Park, die ersten beiden Alben von Death Angel, und Ramp, das siebte Album von Giant Sand. Das Label wurde zwischenzeitlich von Rykodisc übernommen.

## Künstler (Auswahl)
- 7 Seconds
- Adrenalin O.D.
- Agent Orange
- Aversion
- Band of Susans
- Tim Buckley
- Cancer
- Lori Carson
- Cirith Ungol
- Danzig
- The Dead Milkmen
- Death Angel
- Devo
- The Dream Syndicate
- Elvis Hitler
- Roky Erickson
- The Fibonaccis
- The Flaming Lips
- Forgotten Rebels
- The F.U.’s
- Get Smart!
- Giant Sand
- The Golden Palominos
- Green on Red
- Hellion
- Indestroy
- IronChrist
- Little Caesar
- Jailhouse
- Mace
- Mazzy Star
- Mojo Nixon
- The Moog Cookbook
- MX Machine
- Necros
- Old Skull
- The Pandoras
- Perfect
- Punchbuggy
- Sex Pistols
- Social Distortion
- Spain
- They Might Be Giants
- Top Jimmy & The Rhythm Pigs
- TSOL
- Uncle Slam
- The Vandals
- Wall of Voodoo
- Ween
- Wipers
- Yellow Magic Orchestra
- You Am I